# Briefmarken-Jahrgang 1951 der Deutschen Bundespost

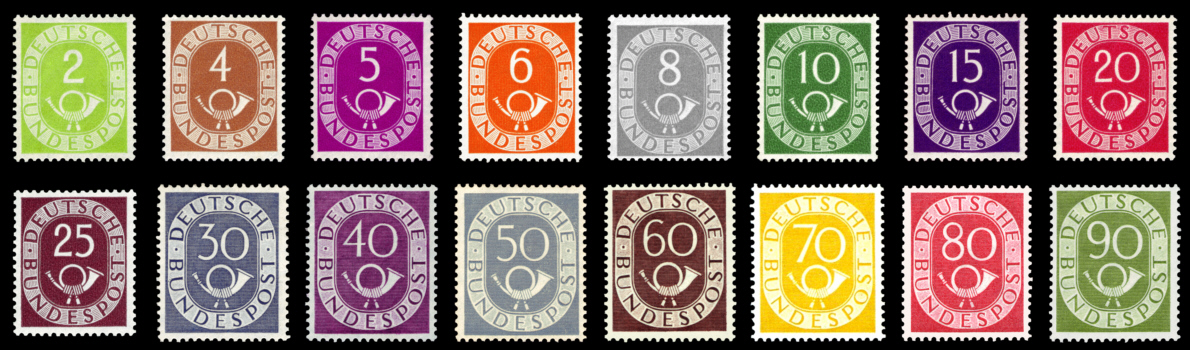
Die komplette Serie Posthorn

Der Briefmarken-Jahrgang 1951 der Deutschen Bundespost umfasste neun Sondermarken. In diesem Jahr und Anfang 1952 wurde die erste Dauermarkenserie der Deutschen Bundespost Posthorn nach einem Entwurf von Georg Alexander Mathéy mit 16 Werten herausgegeben.
Diese Serie zählt auch heute (2008) zu den gesuchtesten Dauermarken der Bundesrepublik Deutschland.
Der Kaufkraft von 1,00 DM entspricht heute zirka 3,12 Euro.

## Liste der Ausgaben und Motive
Legende
- Bild: Eine bearbeitete Abbildung der genannten Marke. Das Verhältnis der Größe der Briefmarken zueinander ist in diesem Artikel annähernd maßstabsgerecht dargestellt. Sollten keine Marken abgebildet sein, liegt es daran, dass das Urheberrecht des Künstlers noch nicht erloschen ist.
- Beschreibung: Eine Kurzbeschreibung des Motivs und/oder des Ausgabegrundes. Bei ausgegebenen Serien oder Blocks werden die zusammengehörigen Beschreibungen mit einer Markierung versehen eingerückt.
- Wert: Der Frankaturwert der einzelnen Marke in Pfennig. Ein „+“ bedeutet, dass es sich um eine Zuschlagsmarke handelt (= Frankaturwert + Spende).
- Ausgabedatum: Das Datum des erstmaligen Verkaufs dieser Briefmarke.
- Gültig bis: Das Datum, an dem die Gültigkeit endete.
- Auflage: Soweit bekannt, wird hier die zum Verkauf angebotene Anzahl dieser Ausgabe angegeben.
- Entwurf: Soweit bekannt, wird hier angegeben, von wem der Entwurf dieser Marke stammt.
- Mi.-Nr.: Diese Briefmarke wird im Michel-Katalog unter der entsprechenden Nummer gelistet.

| Sondermarken 1951 | |                 |                   |                   |             |                        |       |
| Bild              | Beschreibung | Wert in Pfennig | Ausgabe- datum    | gültig bis        | Auflage     | Entwurf                | MiNr. |
|                   | 700 Jahre Marienkirche Lübeck - Wandmalerei in der Marienkirche | 10+5            | 30. August        | 29. Februar 1952  | 2.000.000   | Max Bittrof            | 139   |
|                   | - Wandmalerei in der Marienkirche | 20+5            | 30. August        | 29. Februar 1952  | 2.000.000   | Max Bittrof            | 140   |
|                   | Briefmarkenausstellung in Wuppertal - Altdeutsche Briefmarken unter der Lupe | 10+2            | 14. September     | 31. März 1952     | 1.000.000   | Hermann Schardt        | 141   |
|                   | - Altdeutsche Briefmarken unter der Lupe | 20+3            | 14. September     | 31. März 1952     | 1.000.000   | Hermann Schardt        | 142   |
|                   | Helfer der Menschheit - Vinzenz von Paul (1581–1660) | 4+2             | 23. Oktober       | 31. Mai 1952      | 4.000.000   | Hermann Zapf           | 143   |
|                   | - Friedrich von Bodelschwingh (1831–1910) | 10+3            | 23. Oktober       | 31. Mai 1952      | 3.000.000   | Hermann Zapf           | 144   |
|                   | - Elsa Brändström (1888–1948) | 20+5            | 23. Oktober       | 31. Mai 1952      | 3.000.000   | Hermann Zapf           | 145   |
|                   | - Johann Heinrich Pestalozzi (1746–1827) | 30+10           | 23. Oktober       | 31. Mai 1952      | 1.500.000   | Hermann Zapf           | 146   |
|                   | Zum 50. Jahrestag der Verleihung des Nobelpreises an Wilhelm Röntgen Wilhelm Conrad Röntgen (1845–1923) | 30              | 10. Dezember      | 31. Mai 1952      | 5.000.000   | Ludwig Barth           | 147   |
| Dauermarken 1951  | |                 |                   |                   |             |                        |       |
| Bild              | Beschreibung | Wert in Pfennig | Ausgabe- datum    | gültig bis        | Auflage     | Entwurf                | MiNr. |
|                   | Dauermarkenserie: Posthornsatz Die Werte von 4 Pf bis 25 Pf sind im Buchdruckverfahren hergestellt, während die Werte von 30 Pf bis 90 Pf im Stichtiefdruckverfahren gedruckt wurden. Die Buchdruck-Werte sind geringfügig kleiner als die Ausgaben in Stichtiefdruck. | 2               | 1. August         | 31. Dezember 1954 | 120.430.000 | Georg Alexander Mathéy | 123   |
| 4                 | Dauermarkenserie: Posthornsatz Die Werte von 4 Pf bis 25 Pf sind im Buchdruckverfahren hergestellt, während die Werte von 30 Pf bis 90 Pf im Stichtiefdruckverfahren gedruckt wurden. Die Buchdruck-Werte sind geringfügig kleiner als die Ausgaben in Stichtiefdruck. | 20. Juni        | 31. Dezember 1954 | 1.931.515.000     | 124         | Georg Alexander Mathéy |       |
| 5                 | Dauermarkenserie: Posthornsatz Die Werte von 4 Pf bis 25 Pf sind im Buchdruckverfahren hergestellt, während die Werte von 30 Pf bis 90 Pf im Stichtiefdruckverfahren gedruckt wurden. Die Buchdruck-Werte sind geringfügig kleiner als die Ausgaben in Stichtiefdruck. | 1. August       | 31. Dezember 1954 | 356.560.000       | 125         | Georg Alexander Mathéy |       |
| 6                 | Dauermarkenserie: Posthornsatz Die Werte von 4 Pf bis 25 Pf sind im Buchdruckverfahren hergestellt, während die Werte von 30 Pf bis 90 Pf im Stichtiefdruckverfahren gedruckt wurden. Die Buchdruck-Werte sind geringfügig kleiner als die Ausgaben in Stichtiefdruck. | 20. September   | 31. Dezember 1954 | 146.730.000       | 126         | Georg Alexander Mathéy |       |
| 8                 | Dauermarkenserie: Posthornsatz Die Werte von 4 Pf bis 25 Pf sind im Buchdruckverfahren hergestellt, während die Werte von 30 Pf bis 90 Pf im Stichtiefdruckverfahren gedruckt wurden. Die Buchdruck-Werte sind geringfügig kleiner als die Ausgaben in Stichtiefdruck. | 20. September   | 31. Dezember 1954 | 93.660.000        | 127         | Georg Alexander Mathéy |       |
| 10                | Dauermarkenserie: Posthornsatz Die Werte von 4 Pf bis 25 Pf sind im Buchdruckverfahren hergestellt, während die Werte von 30 Pf bis 90 Pf im Stichtiefdruckverfahren gedruckt wurden. Die Buchdruck-Werte sind geringfügig kleiner als die Ausgaben in Stichtiefdruck. | 20. Juni        | 31. Dezember 1954 | 3.510.250.000     | 128         | Georg Alexander Mathéy |       |
| 15                | Dauermarkenserie: Posthornsatz Die Werte von 4 Pf bis 25 Pf sind im Buchdruckverfahren hergestellt, während die Werte von 30 Pf bis 90 Pf im Stichtiefdruckverfahren gedruckt wurden. Die Buchdruck-Werte sind geringfügig kleiner als die Ausgaben in Stichtiefdruck. | 20. September   | 31. Dezember 1954 | 180.610.000       | 129         | Georg Alexander Mathéy |       |
| 20                | Dauermarkenserie: Posthornsatz Die Werte von 4 Pf bis 25 Pf sind im Buchdruckverfahren hergestellt, während die Werte von 30 Pf bis 90 Pf im Stichtiefdruckverfahren gedruckt wurden. Die Buchdruck-Werte sind geringfügig kleiner als die Ausgaben in Stichtiefdruck. | 20. Juni        | 31. Dezember 1954 | 2.571.370.000     | 130         | Georg Alexander Mathéy |       |
| 25                | Dauermarkenserie: Posthornsatz Die Werte von 4 Pf bis 25 Pf sind im Buchdruckverfahren hergestellt, während die Werte von 30 Pf bis 90 Pf im Stichtiefdruckverfahren gedruckt wurden. Die Buchdruck-Werte sind geringfügig kleiner als die Ausgaben in Stichtiefdruck. | 20. September   | 31. Dezember 1954 | 99.000.000        | 131         | Georg Alexander Mathéy |       |
| 30                | Dauermarkenserie: Posthornsatz Die Werte von 4 Pf bis 25 Pf sind im Buchdruckverfahren hergestellt, während die Werte von 30 Pf bis 90 Pf im Stichtiefdruckverfahren gedruckt wurden. Die Buchdruck-Werte sind geringfügig kleiner als die Ausgaben in Stichtiefdruck. | 1. August       | 31. Dezember 1954 | 203.300.000       | 132         | Georg Alexander Mathéy |       |
| 40                | Dauermarkenserie: Posthornsatz Die Werte von 4 Pf bis 25 Pf sind im Buchdruckverfahren hergestellt, während die Werte von 30 Pf bis 90 Pf im Stichtiefdruckverfahren gedruckt wurden. Die Buchdruck-Werte sind geringfügig kleiner als die Ausgaben in Stichtiefdruck. | 20. Dezember    | 31. Dezember 1954 | 185.350.000       | 133         | Georg Alexander Mathéy |       |
| 50                | Dauermarkenserie: Posthornsatz Die Werte von 4 Pf bis 25 Pf sind im Buchdruckverfahren hergestellt, während die Werte von 30 Pf bis 90 Pf im Stichtiefdruckverfahren gedruckt wurden. Die Buchdruck-Werte sind geringfügig kleiner als die Ausgaben in Stichtiefdruck. | 11. März 1952   | 31. Dezember 1954 | 106.000.000       | 134         | Georg Alexander Mathéy |       |
| 60                | Dauermarkenserie: Posthornsatz Die Werte von 4 Pf bis 25 Pf sind im Buchdruckverfahren hergestellt, während die Werte von 30 Pf bis 90 Pf im Stichtiefdruckverfahren gedruckt wurden. Die Buchdruck-Werte sind geringfügig kleiner als die Ausgaben in Stichtiefdruck. | 20. Dezember    | 31. Dezember 1954 | 231.800.000       | 135         | Georg Alexander Mathéy |       |
| 70                | Dauermarkenserie: Posthornsatz Die Werte von 4 Pf bis 25 Pf sind im Buchdruckverfahren hergestellt, während die Werte von 30 Pf bis 90 Pf im Stichtiefdruckverfahren gedruckt wurden. Die Buchdruck-Werte sind geringfügig kleiner als die Ausgaben in Stichtiefdruck. | 11. März 1952   | 31. Dezember 1954 | 34.100.000        | 136         | Georg Alexander Mathéy |       |
| 80                | Dauermarkenserie: Posthornsatz Die Werte von 4 Pf bis 25 Pf sind im Buchdruckverfahren hergestellt, während die Werte von 30 Pf bis 90 Pf im Stichtiefdruckverfahren gedruckt wurden. Die Buchdruck-Werte sind geringfügig kleiner als die Ausgaben in Stichtiefdruck. | 16. April 1952  | 31. Dezember 1954 | 74.170.000        | 137         | Georg Alexander Mathéy |       |
| 90                | Dauermarkenserie: Posthornsatz Die Werte von 4 Pf bis 25 Pf sind im Buchdruckverfahren hergestellt, während die Werte von 30 Pf bis 90 Pf im Stichtiefdruckverfahren gedruckt wurden. Die Buchdruck-Werte sind geringfügig kleiner als die Ausgaben in Stichtiefdruck. | 16. April 1952  | 31. Dezember 1954 | 59.650.000        | 138         | Georg Alexander Mathéy |       |